# 金知淑
金知淑（1956年10月10日—），韓國女演員。現任成均館大學演劇映像學部兼任教授。

## 演出作品

### 電視劇
- 2005年：SBS《天國的階梯》飾演 閔瑞賢
- 2008年：SBS《明星的戀人》飾演 李寶英（哲秀母）
- 2010年：SBS《秘密花園》飾演 文妍紅
- 2011年：MBC《我也是花》飾演 金道美
- 2012年：TV朝鮮《韓半島》
- 2012年：JTBC《無子無懮》飾演 仁哲母（特別演出）
- 2013年：SBS《奇怪的保姆》飾演 福女的婆婆
- 2014年：MBC《薔薇色戀人們》飾演 泰植母（特別演出）
- 2015年：MBC《女王之花》飾演 裴秀賢

### 電影
- 1984年：《藍色的天空銀河》
- 1985年：《最後的夏天》
- 1987年：《風吹的日花也被告》
- 1988年：《Dopodomani》
- 2005年：《85度瘋狂之愛》
- 2023年：《冬天的故事（朝鲜语：겨울이야기 (2004년 영화)）》飾演 金老伯的兒媳婦

## 外部連結
- NAVER （页面存档备份，存于）